# Hoftag von Merseburg (1002)
Der Hoftag von Merseburg (polnisch Zjazd w Merseburgu) im Juli 1002 diente der Huldigung des neuen Königs Heinrich II., führte aber gleichzeitig zum Zerwürfnis zwischen Heinrich und Bolesław I. von Polen.

## Vorgeschichte
Am 23. Januar 1002 verstarb der junge Kaiser Otto III. In der Folgezeit unterstützte Bolesław I. seinen Schwager Ekkehard I. bei dessen Bemühungen um die Reichskrone. Ekkehard I. verstarb jedoch bereits am 30. April 1002. Bolesław I. nahm daher die Ländereien Ekkehards Meißen, Oberlausitz und Niederlausitz in Besitz. Heinrich wurde am 6. Juni 1002 gekrönt und berief im Juli 1002 einen Hoftag nach Merseburg ein. Die Zusammenkunft fand am 24. Juli 1002 statt.

## Beschlüsse
Es kam zunächst zum Ausgleich zwischen Heinrich und Bolesław. Bolesław erkannte Heinrich als deutschen König an. Heinrich sprach Bolesław die Ober- und Niederlausitz als Lehen zu. Meißen erhielt dagegen Gunzelin.

## Nachgang
Beim Verlassen von Merseburg wurde Bolesław angegriffen, jedoch von Bernhard von Sachsen und Heinrich von Schweinfurt in Schutz genommen. Hinter dem Anschlag stand möglicherweise die Stiefmutter Bolesławs Oda von Haldensleben, die er zuvor mit ihren Söhnen aus Polen vertrieben hatte. Erbost über den Affront plünderte Bolesław auf dem Rückweg Strehla und nahm die Bewohner als Geiseln. Gleichzeitig stachelte er seine Verbündeten im Reich gegen Heinrich auf. Dies führte zu einer Reihe von Kriegen zwischen Heinrich und Bolesław, die erst im Frieden von Bautzen 1018 beendet wurden.